# Дуб Стеценка
Дуб Стеценка — ботанічна пам'ятка природи місцевого значення в Києві. Оголошена рішенням Київради від 23 квітня 2009 року № 326/1382. 

## Опис
Пам'ятка природи розташована у Шевченківському районі за адресою: бульвар Павла Вірського, 63). Землекористувачем є КП УЗН Шевченківського району
Об’єкт являє собою віковий дуб звичайний віком близько 450 років, який є залишком колишнього Сирецького гаю.

## Охорона
Пам'ятка природи входить до складу природно-заповідного фонду України як національне надбання, щодо якого встановлюється особливий режим охорони, відтворення та використання.
Керівництво охороною та доглядом за пам’яткою здійснює комунальне підприємство по утриманню зелених насаджень Шевченківського району м. Києва. 

## Галерея

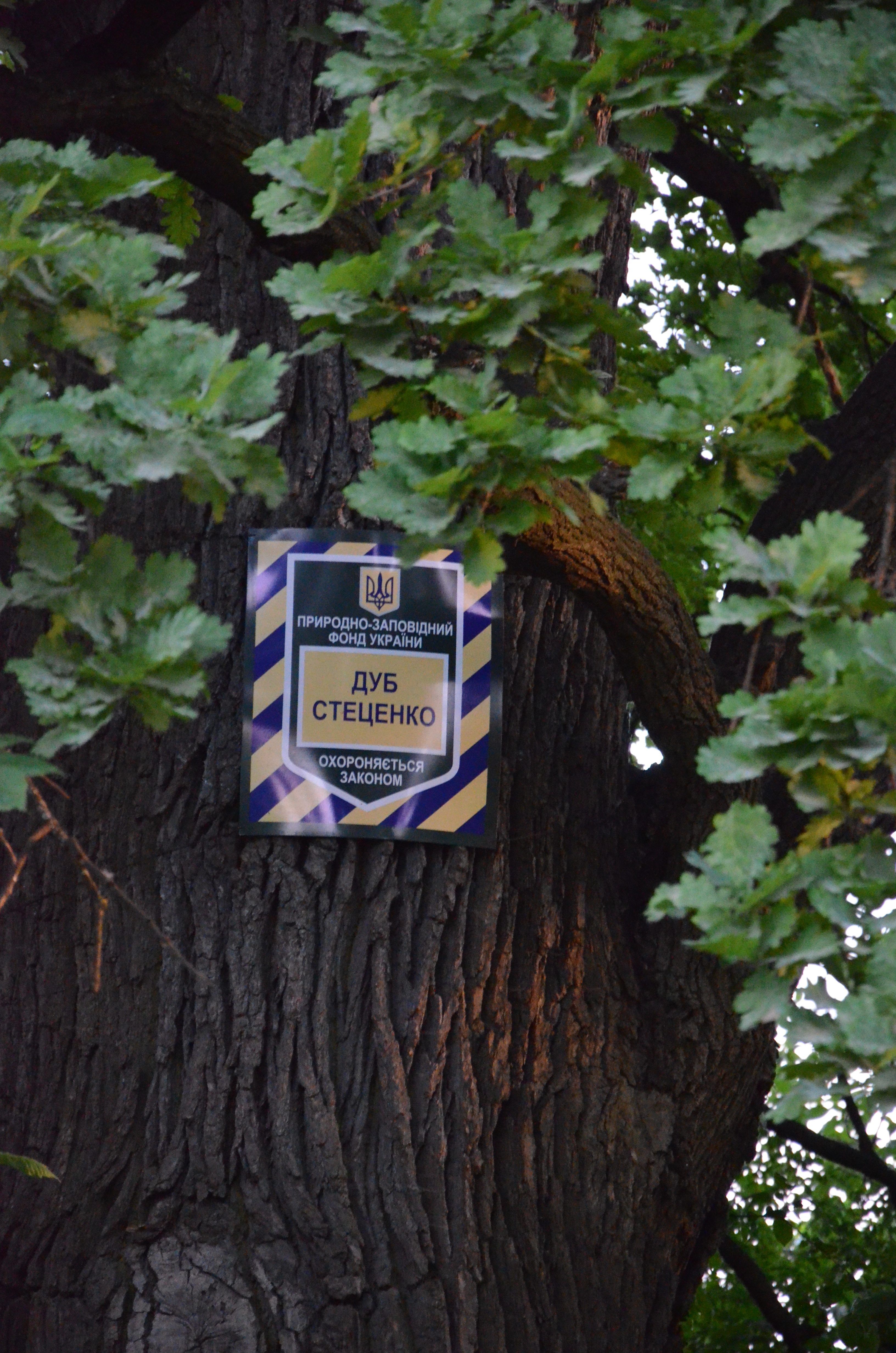
Охоронна табличка на Дубі Стеценка, вигляд зблизька